# My So-Called Life
My So-Called Life és una sèrie de televisió estatunidenca per a adolescents, creada per Winnie Holzman i produïda per Edward Zwick i Marshall Herskovitz. Originalment es va emetre pel canal ABC entre el 25 d'agost de 1994 i el 26 de gener de 1995, i va ser distribuïda per The Bedford Falls Company conjuntament amb ABC Productions.
Ambientada a l'institut ficcional Liberty High School, i protagonitzada per Angela Chase (Claire Danes) i Jordan Catalano (Jared Leto), la sèrie fa el retrat emocional d'un grup d'adolescents.
Va ser aclamada per la crítica, però breu, i va acabar en una situació de suspens, de manera que el públic esperava que continués amb una temporada addicional, però finalment va ser cancel·lada el 15 de maig de 1995.

## Personatges principals
- Angela Chase (Claire Danes), protagonista. És la narradora de la majoria dels episodis.
- Brian Krakow (Devon Gummersall), veí de l'Angela. Està bojament enamorat de l'Angela. És un vell amic tant d'ella com de la Sharon. És el narrador de l'episodi 11, anomenat "Life of Brian".
- Danielle Chase (Lisa Wilhoit), germana petita de l'Angela. És la narradora del penúltim episodi, "Weekend".
- Enrique "Rickie" Vasquez (Wilson Cruz), millor amic de la Rayanne.
- Graham Chase (Tom Irwin), pare de l'Angela.
- Jordan Catalano (Jared Leto), l'interès sentimental de l'Angela. És un dels nois més populars de l'institut.
- Patricia "Patty" Chase (Bess Armstrong), mare de l'Angela.
- Rayanne Graff (A. J. Langer), nova millor amiga de l'Angela al començament de la sèrie.
- Sharon Cherski (Devon Odessa), millor amiga d'infantesa de l'Angela, fins que aquesta coneix la Rayanne.
- Tino: personatge invisible que s'esmenta gairebé a tots els episodis, com a broma recurrent dels personatges. Era amic del Jordan i la Rayanne.

## Llista d'episodis
| Episodi | Títol                                                                          | Director            | Guió                         | Emissió original       |
| ------- | ------------------------------------------------------------------------------ | ------------------- | ---------------------------- | ---------------------- |
| 1       | Pilot                                                                          | Scott Winant        | Winnie Holzman               | 25 d'agost de 1994     |
| 2       | Dancing in the dark (Ballant en la foscor)                                     | Scott Winant        | Winnie Holzman               | 1 de setembre de 1994  |
| 3       | Guns and gossip (Pistoles i xafarderies)                                       | Marshall Herskovitz | Justin Tanner                | 8 de setembre de 1994  |
| 4       | Father figures (Figures paternes)                                              | Mark Rosner         | Winnie Holzman               | 15 de setembre de 1994 |
| 5       | The Zit (El gra)                                                               | Victor DuBois       | Winnie Holzman               | 22 de setembre de 1994 |
| 6       | The Substitute (El substitut)                                                  | Ellen S. Pressman   | Jason Katims                 | 29 de setembre de 1994 |
| 7       | Why Jordan Can't Read (Per què el Jordan no sap llegir)                        | Mark Piznarski      | Liberty Godshall             | 6 d'octubre de 1994    |
| 8       | Strangers in the House (Estranys a casa)                                       | Ron Lagomarsino     | Jill Gordon                  | 20 d'octubre de 1994   |
| 9       | Halloween                                                                      | Mark Piznarski      | Jill Gordon                  | 27 d'octubre de 1994   |
| 10      | Other People's Mothers (Les mares d'altra gent)                                | Claudia Weill       | Richard Kramer               | 3 de novembre de 1994  |
| 11      | Life of Brian (La vida d'en Brian)                                             | Todd Holland        | Jason Katims                 | 10 de novembre de 1994 |
| 12      | Self-Esteem (Autoestima)                                                       | Michael Engler      | Winnie Holzman               | 17 de novembre de 1994 |
| 13      | Pressure (Pressió)                                                             | Mark Piznarski      | Ellie Herman                 | 1 de desembre de 1994  |
| 14      | On the Wagon (Al vagó)                                                         | Jeff Perry          | Elizabeth Gill               | 8 de desembre de 1994  |
| 15      | So-Called Angels (Presumptes àngels)                                           | Scott Winant        | Winnie Holzman, Jason Katims | 22 de desembre de 1994 |
| 16      | Resolutions (Resolucions)                                                      | Patrick Norris      | Ellie Herman                 | 5 de gener de 1995     |
| 17      | Betrayal (Traïció)                                                             | Mark Piznarski      | Jill Gordon                  | 12 de gener de 1995    |
| 18      | Weekend (Cap de setmana)                                                       | Todd Holland        | Adam Dooley                  | 19 de gener de 1995    |
| 19      | In Dreams Begin Responsibilities (Als somnis hi comencen les responsabilitats) | Elodie Keene        | Winnie Holzman               | 26 de gener de 1995    |